# Nazionale maschile di cricket delle Indie Occidentali
La nazionale di cricket delle Indie Occidentali (in inglese West Indies cricket team; in olandese West-Indisch cricketelftal) è la rappresentativa nazionale di cricket, nota anche come The Windies, dei territori insulari dei Caraibi.
Si tratta di una squadra multinazionale che rappresenta 13 Paesi, 10 dei quali direttamente e 3 tramite loro territori (tre dipendenze del Regno Unito, un territorio degli Stati Uniti e una nazione costituente del Regno dei Paesi Bassi), e opera sotto la giurisdizione di Cricket West Indies, la federazione che coordina il gioco in tali territori.

## Territori rappresentati
Cricket West Indies è l'organismo di governo del cricket nelle Indie Occidentali, composto dalle sei principali associazioni di cricket di Barbados, Guyana, Giamaica, Isole Sottovento, Trinidad e Tobago e Isole Sopravento. La Leeward Islands Cricket Association include tre associazioni di cricket provenienti da due stati sovrani (una da Antigua e Barbuda e due da Saint Kitts e Nevis), tre territori britannici d'oltremare (Anguilla, Isole Vergini Britanniche e Montserrat), un territorio degli Stati Uniti (Isole Vergini americane) e un paese costituente dei Paesi Bassi (Sint Maarten). Il Windward Islands Cricket Board of Control comprende associazioni provenienti da quattro stati sovrani: Dominica, Grenada, Saint Lucia e Saint Vincent e Grenadine.
Due territori britannici d'oltremare della regione, un tempo parte storica della Federazione delle Indie Occidentali, le Isole Cayman e le Isole Turks e Caicos, dispongono attualmente di squadre nazionali indipendenti.
Oltre alle squadre nazionali delle singole isole, che preservano forti identità locali e supportano i propri beniamini, esistono formazioni nazionali che partecipano alla competizione di cricket di prima classe delle Indie Occidentali, la Regional Four Day Competition (precedentemente conosciuta con nomi come Busta Cup, Shell Shield, Carib Beer Cup, tra gli altri). È anche comune che squadre internazionali affrontino le formazioni isolane in partite di preparazione prima di giocare contro la squadra combinata delle Indie Occidentali.

Mappa dei membri e degli affiliati di Cricket West Indies. I membri effettivi sono in grassetto, i sotto-membri sono in testo normale e gli affiliati in corsivo.

La popolazione complessiva dei paesi e territori coinvolti nel cricket delle Indie Occidentali è di circa 6 milioni di persone, un numero paragonabile a quello di altre nazioni di cricket come la Nuova Zelanda, l'Irlanda e la Scozia, che è un membro associato di rilievo. Tra il 1928 e il 2022, su 385 giocatori che hanno vestito la maglia delle Indie Occidentali, il 67,8% proveniva da Barbados (98 giocatori, pari al 25,5%), Giamaica (83 giocatori, pari al 21,6%) o Trinidad e Tobago (83 giocatori, pari al 21,6%).

### Paesi indipendenti
- Antigua e Barbuda
- Barbados
- Dominica
- Grenada
- Guyana
- Giamaica
- Saint Kitts e Nevis
- Saint Lucia
- Saint Vincent e Grenadine
- Trinidad e Tobago

### Territori non sovrani
- Anguilla (dipendenza del Regno Unito)
- Isole Vergini Americane (territorio degli Stati Uniti)
- Isole Vergini Britanniche (dipendenza del Regno Unito)
- Montserrat (dipendenza del Regno Unito)
- Sint Maarten (nazione costituente del Regno dei Paesi Bassi)

## Storia

### Le origini
Come in altre regioni del mondo, i coloni britannici introdussero il cricket nei Caraibi, dove il gioco acquisì rapidamente popolarità. La storia del cricket nell'area ha inizio nel 1880, quando fu formata una squadra rappresentativa per un tour in Canada e negli Stati Uniti. La prima partita documentata di cricket nei Caraibi si svolse tra squadre locali composte da giocatori "bianchi" e una selezione di visitatori inglesi. Due anni dopo, Arthur Priestley guidò una squadra che si esibì nelle Barbados, a Trinidad e in Giamaica, confrontandosi per la prima volta con una squadra "All West Indies", ma subendo una sconfitta contro i padroni di casa. A causa di un malinteso, la squadra inglese di Lord Hawkes, che includeva anche alcuni giocatori di Test, compì una tournée nei Caraibi nello stesso periodo, giocando contro le squadre di Trinidad, Barbados e della Guyana britannica (oggi Guyana).

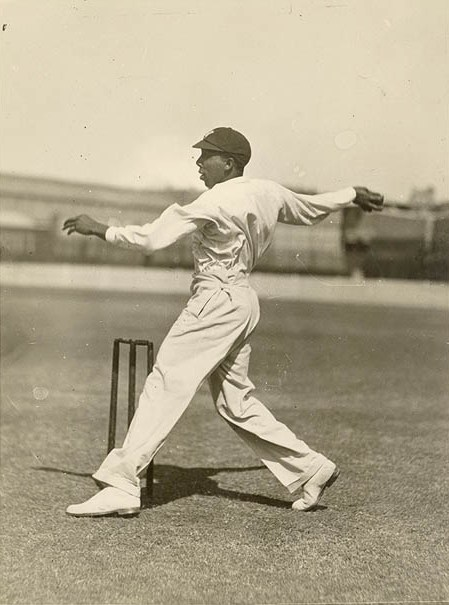
Learie Constantine ha giocato a Test cricket per le Indie occidentali negli anni '20 e '30 ed è considerata una delle prime migliori giocatrici

I tour in Inghilterra proseguirono nel 1906, quando Harold Austin guidò una squadra delle Indie Occidentali in Inghilterra. La sua formazione affrontò diverse squadre di contea, ottenendo un pareggio nella partita contro un "Inghilterra XI".
Il Marylebone Cricket Club (MCC), responsabile della supervisione di tutte le tournée ufficiali inglesi, visitò i Caraibi nel 1910-1911 e nel 1912-1913. Tuttavia, vi fu una pausa nelle visite reciproche fino alla tournée delle Indie Occidentali in Inghilterra nel 1923, causata principalmente dagli eventi della prima guerra mondiale. L'MCC era determinato a promuovere il cricket in tutto l'Impero, e il 31 maggio 1926 la West Indies Association, insieme ai suoi omologhi indiani e neozelandesi, divenne membro a pieno titolo dell'Imperial Cricket Conference (ora International Cricket Council, ICC), che in precedenza era composta esclusivamente dall'MCC e dai rappresentanti di Australia e Sud Africa. Dopo l'ingresso nell'ICC, alle Indie Occidentali fu consentito di disputare i test ufficiali come quarta squadra, una competizione che viene considerata tra le più importanti del cricket internazionale.
Il primo test ufficiale delle Indie Occidentali si svolse dal 23 al 26 giugno 1928 contro l'Inghilterra, al Lord's di Londra. Il tour in Inghilterra delle Indie Occidentali del 1928 si rivelò deludente, con la squadra che perse tutti e tre i test e non riuscì a segnare almeno 250 punti in nessuno dei loro inning. Inoltre, gli isolani non riuscirono a limitare il punteggio dell'Inghilterra a meno di 350 punti, e la squadra inglese dominò l'intera serie di test.

### I primi test degli anni '30 e '40
La squadra di cricket delle Indie Occidentali ha disputato 19 test match in cinque serie contro l'Inghilterra e una contro l'Australia nel corso degli anni '30. Dei 19 test, i primi quattro si svolsero contro una selezione inglese guidata da Freddie Calthorpe, che compì una tournée nei Caraibi nel 1929/30. Nel contempo, un'altra squadra inglese, sotto la guida di Harold Gilligan, era impegnata in Nuova Zelanda, il che significava che l'Inghilterra non schierava una squadra al completo nei Caraibi. La serie di test si concluse con un pareggio 1–1, e le Indie Occidentali ottennero la loro prima vittoria in un test match il 26 febbraio 1930. Durante questa serie, George Headley fu il miglior marcatore con 703 run, mentre Learie Constantine si distinse come il miglior lanciatore con 18 wickets.
Le Indie Occidentali intrapresero il loro primo tour in Australia nel 1930/31, ma la serie di test si concluse con una chiara sconfitta per 1–4. Tuttavia, nell'ultimo dei cinque test, si verificò una sorprendente svolta: le Indie Occidentali, partendo come squadra battitrice, riuscirono a ottenere un vantaggio di 250 punti nei primi tre giorni, con cinque wicket ancora da giocare nel secondo inning. I bowling degli ospiti, guidati da Herman Griffith che prese quattro wicket, inflissero un duro colpo agli australiani, consentendo alle Indie Occidentali di vincere il loro primo test in trasferta con un margine di 30 punti.

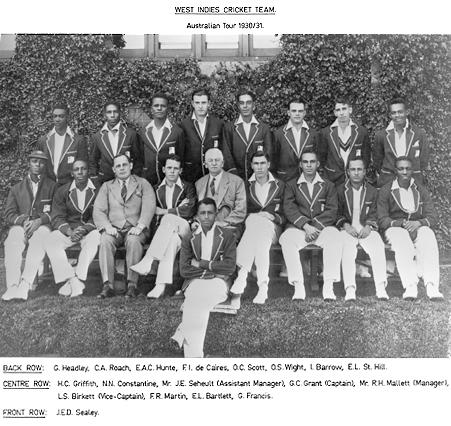
La squadra di cricket delle Indie Occidentali del tour dell'Australia 1930/31

Nel 1933, la squadra di cricket delle Indie Occidentali intraprese un tour in Inghilterra. I padroni di casa erano appena rientrati dalla vittoria nella serie contro l'Australia, disputata nella controversa Bodyline Series del 1932-1933, in cui il bowling aggressivo dell'Inghilterra, mirato al corpo dei battitori australiani e accompagnato da diversi difensori sulla parte bassa della gamba, suscitò forti critiche. Durante il tour delle Indie Occidentali, l'Inghilterra si aggiudicò la serie di tre test con un punteggio di 2-0.
Nel 1934/35, l'Inghilterra intraprese un tour nei Caraibi. La squadra inglese vinse il primo test, disputato a Barbados, grazie a una prestazione solida su un campo reso difficile dagli acquazzoni. Le Indie Occidentali si aggiudicarono la serie, vincendo l'ultimo test di spareggio.
Nel 1939, le Indie Occidentali intrapresero un tour in Inghilterra. La squadra di casa vinse il primo test a Lord's con un comodo margine di otto wicket, seguito da un pareggio a Manchester a causa della pioggia e da un altro pareggio con un punteggio elevato all'Oval a metà agosto. Un momento saliente del tour per le Indie Occidentali furono i secoli realizzati da George Headley in entrambi gli innings a Lord's. A causa del peggioramento della situazione politica, con l'imminente scoppio della seconda guerra mondiale, che ebbe luogo pochi giorni dopo, le partite successive del tour furono annullate, e la squadra intraprese il viaggio di ritorno verso casa.

### Il dopoguerra
Durante il tour in Inghilterra del 1950, il primo tour per gli isolani dalla fine della seconda guerra mondiale, la squadra di cricket delle Indie Occidentali conquistò la serie di test con un punteggio finale di 3-1. Nella prima prova del tour in Australia del 1951-1952, le Indie Occidentali vinsero la serie di test con un punteggio finale di 4-1. Successivamente, la squadra visitò la Nuova Zelanda, vincendo nettamente serie di test.

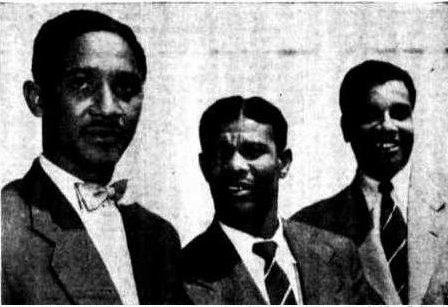
I tre giocatori di cricket dell'India occidentale Frank Worrell, Everton Weekes e Clyde Walcott durante il tour in Australia del 1951/52

L'India visitò per la prima volta i Caraibi nel 1952-1953. Le Indie Occidentali conquistarono la vittoria nella seconda delle cinque prove, mentre tutte le altre si conclusero in pareggio. Un momento significativo della serie fu il punteggio di 237 punti di Frank Worrell nel quinto test, con tutti e tre i principali battitori delle Indie Occidentali che segnarono secoli. Questo contribuì a una vittoria finale delle Indie Occidentali con un punteggio di 1-0 nella serie di test.
Nel 1953-1954 Len Hutton guidò la squadra del MCC (Inghilterra) nei Caraibi. Sonny Ramadhin si distinse nuovamente per le Indie Occidentali, prendendo 23 wicket, con nessun altro giocatore delle Indie Occidentali che riuscì a prenderne più di otto. Inoltre, i 698 punti di Walcott superarono di 200 i punti del miglior battitore delle Indie Occidentali, Everton Weekes. La serie di cinque prove si concluse in parità, con un punteggio di 2-2.

### I risultati contrastanti degli anni 60
Nonostante i bianchi rappresentassero una minoranza nella regione, fino al 1960 le Indie Occidentali furono sempre capitanate da giocatori di cricket bianchi, sebbene questa scelta fosse più legata a fattori sociali che razziali. Durante gli anni '50, il teorico sociale CLR James, l'ex giocatore di cricket e sempre più attivista politico Learie Constantine, e altri chiesero un capitano nero. Constantine, infatti, aveva sostituito Jackie Grant in campo durante il tour in Inghilterra del 1934-35, mentre George Headley aveva assunto il ruolo di capitano delle Indie Occidentali nel primo test contro l'Inghilterra nel 1947-48, quando il capitano bianco nominato, John Goddard, si infortunò. Tuttavia, fu solo nel 1960, con il tour in Australia, che un capitano nero fu nominato per guidare l'intera serie: Frank Worrell divenne così il primo capitano nero delle Indie Occidentali. Nei suoi tre anni da capitano, Worrell trasformò un gruppo di giocatori di talento, ma ancora acerbi, in quella che probabilmente è stata la migliore squadra del mondo.

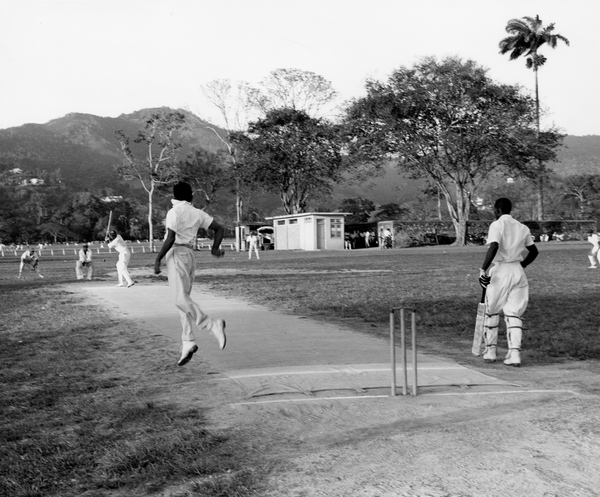
Una partita di cricket nella Trinidad degli anni '60

Nel 1960, l'Australia era la squadra migliore al mondo, sebbene in declino, mentre le Indie Occidentali stavano emergendo come una potenza. Quando le due squadre si incontrarono, le loro forze si bilanciavano quasi perfettamente. Il risultato fu una serie che è stata riconosciuta come una delle più grandi di tutti i tempi. Il primo test, a Brisbane, fu il primo nella storia del cricket a concludersi in pareggio, un risultato che si verifica quando la squadra che batte per ultima viene eliminata con punteggi pari. Le due squadre si divisero i successivi due test, mentre nel quarto test, l'ultima coppia australiana, composta da Ken Mackay e Lindsay Kline, giocò gli ultimi 100 minuti della partita per guadagnare un pareggio. L'Australia vinse l'ultimo test e la serie per due wicket. Durante uno dei giorni di gioco, la folla raggiunse il record mondiale di 90.800 spettatori. L'impressione che la squadra di Worrell lasciò fu talmente forte che il trofeo, creato appositamente per la serie tra le due squadre, fu chiamato Frank Worrell Trophy.
Nel 1961, le Indie Occidentali sconfissero l'India 5-0 in casa, mentre nel 1963 batterono una squadra inglese di alto livello con il punteggio di 3-1. Il Test di Lord's di quella serie fu ricordato per la sua famosa fase finale. Con due palle rimaste, l'Inghilterra aveva bisogno di sei punti per vincere, mentre le Indie Occidentali necessitavano di un wicket. Il non attaccante era Colin Cowdrey, che aveva il braccio sinistro al collo, fratturato in precedenza durante la giornata. Tuttavia, David Allen riuscì a giocare in sicurezza le ultime due palle e la partita terminò in pareggio.
Frank Worrell ricoprì il ruolo di team manager durante la visita degli australiani ai Caraibi nel 1964-1965. Le partite furono altamente competitive, segnate da accuse nei confronti di Charlie Griffith, accusato di aver lanciato la palla in modo irregolare, una pratica vietata dalle regole del cricket, e da risse tra i buttafuori. Le Indie Occidentali vinsero la serie di test con il punteggio di 2-1, guadagnandosi così il titolo di campioni del mondo non ufficiali.
Sobers fu in grande forma durante il tour in Inghilterra del 1966, segnando 722 punti e prendendo 20 wicket nei cinque test. Realizzò oltre 150 punti in tre occasioni, con un 163* al Lord's che quasi trasformò una sconfitta certa in vittoria. Le Indie Occidentali vinsero la serie 3-1.
Nel 1967-1968, l'Inghilterra visitò le Indie Occidentali, e la serie divenne famosa per il deliberato gioco lento degli inglesi. Le Indie Occidentali, dopo una difficile prima prova, vinsero con facilità. Nella seconda prova, giocata su un campo impreparato al Parco Sabina, l'Inghilterra segnò 376 punti e le Indie Occidentali si arresero a 143. Durante il secondo inning, una decisione controversa provocò disordini tra il pubblico, costringendo alla sospensione temporanea del gioco. In seguito, il West Indies Cricket Board decise di aggiungere 75 minuti alla partita per recuperare il tempo perso. Sobers segnò 113 punti senza perdere il wicket, e le Indie Occidentali consegnarono all'Inghilterra un obiettivo di 215 punti, che fu raggiunto a soli tre minuti dalla fine. Nel quarto test a Port of Spain, le Indie Occidentali, dopo aver preso un vantaggio di 122 punti nel primo inning, dichiararono a sorpresa nel secondo inning con Sobers che segnò 92* su 2. Nonostante la decisione controversa, l'Inghilterra raggiunse l'obiettivo di 215 punti e vinse la serie 1-0, la prima sconfitta per le Indie Occidentali dal 1960-61.
L'Australia, guidata da Bill Lawry, si vendicò nel 1968-1969, battendo le Indie Occidentali 3-1 in casa. La Nuova Zelanda ottenne un pareggio nella successiva serie di test, mentre nel 1969 l'Inghilterra sconfisse le Indie Occidentali 2-0 in casa.

### Il dominio degli anni 70
Le difficoltà delle Indie Occidentali continuarono negli anni '70. Nel 1970-71, furono sconfitti in casa per la prima volta dall'India. La stagione successiva, una serie di cinque prove contro la Nuova Zelanda si concluse senza un vincitore, con entrambe le squadre incapaci di vincere una partita.
Con Rohan Kanhai come capitano, le Indie Occidentali mostrarono i primi segni di rinnovamento. Nella serie del 1972-73, l'Australia vinse due dei cinque test e sconfissero l'Inghilterra 2-0 in trasferta nel 1973, con una vittoria straordinaria di un inning e 226 run al Lord's, la più grande vittoria delle Indie Occidentali in Inghilterra e una delle più grandi sconfitte dell'Inghilterra nei test. La visita di ritorno dell'Inghilterra ai Caraibi si concluse con un pareggio 1-1, ma i padroni di casa furono ancora considerati la squadra migliore. Rowe aumentò il suo numero di secoli, raggiungendo tre, tra cui un impressionante 302 a Kingston.
Il test finale della serie 1973-74 segnò la fine di un'era nel cricket delle Indie Occidentali: fu l'ultimo test per Garry Sobers e Rohan Kanhai, mentre il bowler di spin Andy Roberts fece il suo debutto. Clive Lloyd divenne capitano delle Indie Occidentali dopo aver debuttato nel cricket dei test nel 1966, diventando una figura centrale nella squadra. Nonostante l'aspetto distintivo con gli occhiali e la sua curva pronunciata, che talvolta oscuravano le sue capacità difensive, in particolare in copertura, Lloyd era anche un potente battitore. Il suo primo incarico da capitano fu durante il tour in India del 1974-75, dove le Indie Occidentali vinsero nettamente le prime due prove. Viv Richards, nonostante le difficoltà iniziali, segnò 192 punti nel suo secondo test. L'India riuscì a riprendersi, vincendo le due prove successive, ma nel test finale Lloyd segnò un eccezionale 242*, assicurando la vittoria della serie per le Indie Occidentali.
Alla prima Coppa del Mondo in Inghilterra nel 1975, le Indie Occidentali dominarono il proprio girone, vincendo contro Sri Lanka, Pakistan e Australia. Sconfissero la Nuova Zelanda in semifinale e, in finale contro l'Australia, vinsero di 17 punti al Lord's. Subito dopo la caduta dell'ultimo wicket australiano, i tifosi entusiasti invasevano il campo per festeggiare la vittoria. Le celebrazioni si estendevano all'esterno dello stadio, trasformando l'area in un carnevale con tamburi e fischietti.
Nel 1975-76, durante il tour in Australia, le Indie Occidentali persero la serie di sei prove 1-5, ma poi sconfissero l'India 2-1 in casa in una serie di quattro prove. In quell'occasione, Michael Holding fece il suo debutto in Australia. L'anno successivo, Colin Croft e Joel Garner debuttarono, e Malcolm Marshall li seguì due anni dopo. Il tour in India vide anche il debutto di Viv Richards, uno dei migliori battitori delle Indie Occidentali, che si unì a Gordon Greenidge in una formazione di battuta già forte, che includeva Alvin Kallicharran, Roy Fredericks, Frank Worrell, e Clive Lloyd.
Nel 1976, le Indie Occidentali intrapresero una tournée in Inghilterra. Durante un'intervista televisiva prima della serie di test, il capitano inglese Tony Greig dichiarò che le Indie Occidentali avrebbero giocato male sotto pressione e che il suo obiettivo era umiliarle, un'affermazione che aveva forti connotazioni razziste. Questa dichiarazione, soprattutto proveniente da un giocatore nato in Sud Africa, toccò un nervo scoperto nei giocatori delle Indie Occidentali. Durante la serie di test, i battitori inglesi affrontarono un bowling particolarmente ostile. Dopo che le prime due prove finirono in pareggio, le Indie Occidentali vinsero le tre prove successive.
Nel 1976-77, le Indie Occidentali vinsero una serie casalinga contro una forte squadra del Pakistan. Pochi mesi dopo, si giocarono le World Cricket Series un torneo organizzato dall'imprenditore australiano Kerry Packer. La maggior parte dei giocatori delle Indie Occidentali firmò contratti con Packer, che stava creando il proprio torneo di cricket. La squadra australiana che visitò i Caraibi l'anno successivo era priva di giocatori che avevano firmato contratti con Packer. Il West Indies Cricket Board schierò una squadra al completo, sostenendo che nessun giocatore delle Indie Occidentali si era rifiutato di partecipare. Tuttavia, emersero disaccordi riguardo alla retribuzione e alla selezione dei singoli giocatori. Prima della terza prova, Clive Lloyd si dimise dalla carica di capitano e, in pochi giorni, tutti i giocatori con contratto WCS si ritirarono dalla serie
Il West Indies Cricket Board permise ai giocatori della World Cricket Series di partecipare alla seconda Coppa del Mondo nel 1979, dove dominarono nuovamente il proprio girone, vincendo contro India, Sri Lanka e Nuova Zelanda. In semifinale superarono il Pakistan, e in finale affrontarono l'Inghilterra, battendola con un margine di 92 punti, difendendo così con successo il titolo. Questa vittoria li rese la prima squadra a vincere due Coppe del Mondo.
Il West Indies Cricket Board permise ai giocatori della World Cricket Series (WCS) di partecipare alla seconda Coppa del Mondo nel 1979, dove dominarono nuovamente il proprio girone, vincendo contro India, Sri Lanka e Nuova Zelanda. In semifinale superarono il Pakistan, e in finale affrontarono l'Inghilterra, battendola con un margine di 92 punti, difendendo così con successo il titolo. Questa vittoria li rese la prima squadra a vincere due Coppe del Mondo.
Alla fine dell'anno, il conflitto relativo alle WCS fu risolto. Dopo la sconfitta delle Indie Occidentali in India nella serie di sei test del 1978-79 (persa 0-1), Alvin Kallicharran perse la carica di capitano. Clive Lloyd fu reintegrato come capitano per il tour 1979-80, durante il quale le Indie Occidentali vinsero 2-0 contro una squadra australiana al completo e pareggiarono contro la Nuova Zelanda.

### La fine del dominio e i tour ribelli
Gli anni '80 iniziarono con una serie di successi per le Indie Occidentali: vittorie per 1-0 contro l'Inghilterra in cinque prove, 1-0 contro il Pakistan in quattro prove, 2-0 in casa contro l'Inghilterra in quattro prove, e un pareggio per 1-1 contro l'Australia.
Nel 1982/83, una squadra ribelle dell'India Occidentale visitò il Sud Africa durante l'apartheid, ma il West Indies Cricket Board sospese a vita i giocatori coinvolti (sospensione successivamente revocata). Nonostante la perdita di giocatori, la squadra ufficiale delle Indie Occidentali continuò a dominare. Nel 1984, durante il tour in Inghilterra, le Intodie Occidentali vinsero 5-0, diventando l'unica squadra a vincere una serie di test di cinque partite con tale punteggio. La vitria 5-0 fu replicata nella visita dell'Inghilterra ai Caraibi nel 1985-86, stabilendo anche un nuovo record di undici vittorie consecutive nei test e 27 prove senza sconfitte. Tra il 1980 e il 1985-86, vinsero dieci delle undici serie di test, con l'unico pareggio registrato nel 1981/82 contro l'Australia. L'unica sconfitta significativa fu nella finale della Coppa del Mondo del 1983 contro l'India, dove le Indie Occidentali sorpresero tutti perdendo il titolo, pur raggiungendo la loro terza finale consecutiva.
Clive Lloyd si ritirò dal Test cricket dopo la serie contro l'Australia del 1984/85, avendo guidato le Indie Occidentali in 74 prove, vincendone 36. Viv Richards lo succedette, proseguendo con i successi della squadra. Nel frattempo, anche la vecchia guardia si ritirò, come Joel Garner e Michael Holding nel 1987. Nonostante la presenza di battitori come Richards, Greenidge e Haynes, la squadra iniziò a mostrare debolezze. Le Indie Occidentali furono eliminate al primo turno della Coppa del Mondo di cricket 1987 in India e Pakistan, e alla fine degli anni '80 persero l'aura di invincibilità che avevano ancora a metà decennio.

### Gli anni bui
Negli anni '90, la squadra di cricket delle Indie Occidentali subì un duro colpo con le dimissioni di numerosi giocatori chiave, tra cui Richards, Greenidge, Dujon e Marshall, dopo il tour in Inghilterra del 1991, segnando la fine di un'era di dominio. Nonostante ciò, la squadra non avrebbe perso una serie di test per altri cinque anni, anche se fu a un passo dal subire una serie di sconfitte. Nel frattempo, i sudafricani, riammessi al cricket internazionale, giocarono il loro primo test a Bridgetown, davanti a meno di 10.000 spettatori a causa di un boicottaggio. Il Sud Africa aveva un obiettivo di 201 punti nell'ultimo giorno, ma riuscì a segnare solo 123 punti, perdendo due wicket, prima che Ambrose e Walsh prendessero gli ultimi otto wicket per soli 25 punti. Nel 1992/93, le Indie Occidentali sconfissero l'Australia con un punto di vantaggio a Adelaide, evitando la sconfitta nella serie di test. Nel 1994/95, le Indie Occidentali pareggiarono contro l'India, dopo aver perso la prima prova, pareggiato la seconda e vinto la terza. Ai Mondiali del 1992, in Australia e Nuova Zelanda, le Indie Occidentali non riuscirono a qualificarsi per le semifinali.

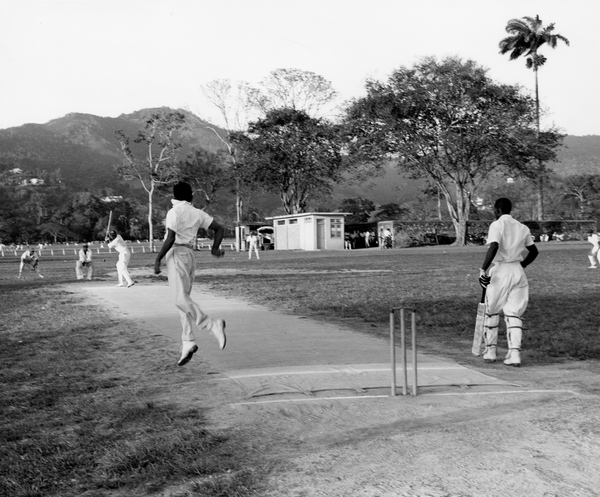
Brian Lara detiene il record mondiale per il punteggio più alto in un inning di prova (400 punti contro l'Inghilterra nel 2003/04)

Nel periodo 1994/95, l'Australia riuscì a sconfiggere le Indie Occidentali con un punteggio di 2-1, guadagnandosi il titolo di campione del mondo non ufficiale nel cricket Test. Ai Mondiali del 1996, disputati in India, Pakistan e Sri Lanka, le Indie Occidentali furono eliminate in semifinale, evento che segnò anche la fine della carriera di Richie Richardson come capitano. Walsh gli succedette nella guida della squadra, per poi essere seguito da Brian Lara nel 1998.
Nel 1998/99, le Indie Occidentali intrapresero il loro primo tour ufficiale in Sud Africa, che si rivelò un disastro: il tour iniziò con uno sciopero dei giocatori per la mancanza di compensi e si concluse con una pesante sconfitta per 0-5. Durante la Coppa del Mondo del 1999, le Indie Occidentali furono eliminate nella fase a gironi. Nel 2000, l'Inghilterra vinse la sua prima serie di test contro le Indie Occidentali dopo 31 anni. Le Indie Occidentali conclusero il decennio con un'altra sconfitta per 0-5, questa volta in Australia.
Dopo una sconfitta per 0-2 in Nuova Zelanda nel 1999/2000, Brian Lara fu sostituito come capitano da Jimmy Adams, che ottenne subito vittorie nei test contro lo Zimbabwe e contro il Pakistan. Tuttavia, la squadra subì una sconfitta per 1-3 in Inghilterra, che li privò del Wisden Trophy per la prima volta in 27 anni, e una sconfitta per 0-5 in Australia. Di conseguenza, Adams fu sostituito da Carl Hooper prima della visita dei sudafricani nel 2000/01.
Nel 2002/03, Lara tornò a ricoprire il ruolo di capitano, ma il periodo sotto la sua guida fu segnato da una serie di insuccessi. Le Indie Occidentali persero contro Sud Africa, Sri Lanka, Pakistan, Nuova Zelanda e India. L'unica vittoria significativa arrivò contro l'India, sebbene la squadra avesse anche battuto Zimbabwe e Bangladesh. Questo periodo di difficoltà portò le Indie Occidentali a scivolare all'ottavo posto nella classifica mondiale dei test, dietro a tutte le altre nazioni di cricket di livello.
Dopo aver perso la serie di test contro gli allora campioni del mondo dell'Australia durante il secondo mandato di capitano di Brian Lara, le Indie Occidentali riuscirono a ottenere vittorie contro lo Sri Lanka e lo Zimbabwe. Tuttavia, seguirono altre serie deludenti, con sconfitte pesanti, tra cui due serie di test terminate con un punteggio di 0-3, una in Sud Africa e l'altra contro l'Inghilterra.
Ai Mondiali del 2003 in Sud Africa, Lara guidò la sua squadra alla vittoria contro i padroni di casa e segnò 116 punti contro i Proteas, ma le vittorie successive contro Canada e Kenya non furono sufficienti per qualificarsi al secondo turno.
L'ultimo torneo di Lara come capitano fu l'ICC Champions Trophy del 2004, un torneo ODI disputato al The Oval di Londra. Le Indie Occidentali vinsero il torneo, un successo che rappresentò una ventata di entusiasmo per le nazioni dei Caraibi, recentemente devastate dall'uragano Ivan.

### Disaccordi tra giocatori e associazione
La gioia derivante dalla vittoria nell'ICC Champions Trophy fu di breve durata, poiché nel 2005 scoppiò un grave conflitto tra la West Indian Players Association (WIPA) e il Cricket Board delle Indie Occidentali. Al centro della disputa vi era la clausola 5 del contratto del tour, che conferiva al Cricket Board "il diritto esclusivo di prendere accordi per sponsorizzazioni, pubblicità, licenze, merci e attività promozionali in relazione alla WICB o a una squadra WICB". In quel periodo, il fornitore di telecomunicazioni Digicel era lo sponsor della squadra, mentre la maggior parte dei giocatori aveva contratti con Cable & Wireless. Questo conflitto, unito a una disputa sulla remunerazione, portò le Indie Occidentali a selezionare una squadra priva di Brian Lara e di altri giocatori di spicco per la visita in Sud Africa nel 2004-2005, con Shivnarine Chanderpaul nominato capitano. Alcuni dei giocatori coinvolti avrebbero poi partecipato al tour, ma il conflitto non era ancora risolto, portando alla formazione di una seconda squadra per il tour del 2005 in Sri Lanka.
Un accordo fu finalmente raggiunto nel novembre del 2005, consentendo la selezione di una squadra completa per il tour 2005/06 in Australia. Durante quel tour, Brian Lara superò l'australiano Allan Border come miglior marcatore nella storia del Test cricket, nonostante la sconfitta delle Indie Occidentali nella serie di test per 0-3.
Nel contesto di questi conflitti interni, le Indie Occidentali ospitarono la Coppa del Mondo 2007, la prima mai organizzata nelle Americhe. I padroni di casa superarono facilmente la fase a gironi, ma furono eliminati nel turno successivo dopo aver subito due sconfitte.
Nel 2009 esplose un nuovo conflitto quando diversi giocatori esperti decisero di non collaborare con l'associazione a causa di controversie riguardanti le retribuzioni e i contratti. In risposta, la WICB formò una seconda squadra per la serie di test contro il Bangladesh e per il Trofeo ICC Champions 2009.  Nel 2012, l'ICC e la FICA (Federazione delle associazioni internazionali dei giocatori di cricket) decisero di intervenire come mediatori nel lungo conflitto tra la WICB e la WIPA. Tuttavia, nel 2014, emerse una nuova controversia che coinvolse la WICB e la WIPA, che portò alla riduzione del tour delle Indie Occidentali in India per la stagione 2014/15. La disputa riguardava principalmente la struttura di pagamento tra i giocatori, la WICB e la WIPA. Nel 2015, diversi giocatori si dichiararono indisponibili per i tour, e la situazione divenne ancor più critica con l'instaurarsi di una grande sfiducia tra i giocatori di bowling senior e il capitano Jason Holder, oltre che tra l'amministrazione e i selezionatori. Come risultato di questi conflitti, le Indie Occidentali persero 21 serie di test per inning tra il 1995 e il 2015; in confronto, tra il 1966 e il 1995, la squadra non aveva mai perso più di quattro partite per inning.

### Ricostruzione e posizione dominante nel T20I

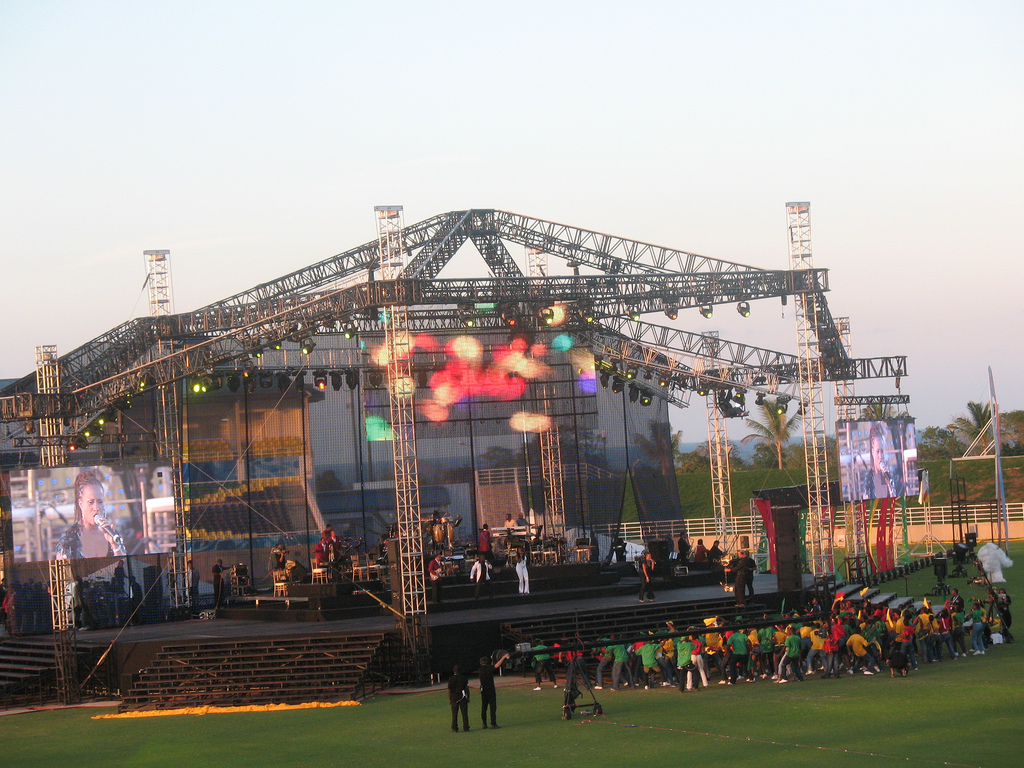
Cerimonia di apertura della Coppa del Mondo 2007

Dopo che il cricket T20I venne giocato per la prima volta in formato torneo con l'ICC World Twenty20 del 2007 in Sud Africa, le Indie Occidentali iniziarono a emergere come una forza competitiva in questa disciplina. La squadra beneficiò della presenza di numerosi battitori il cui stile di gioco ricordava quello di Viv Richards, in grado di controllare il gioco e rispondere efficacemente ai lanci penetranti. Molti giocatori delle Indie Occidentali si prepararono per i T20I, poiché questa nuova forma di cricket offriva loro l'opportunità di ottenere contratti nei campionati T20. 

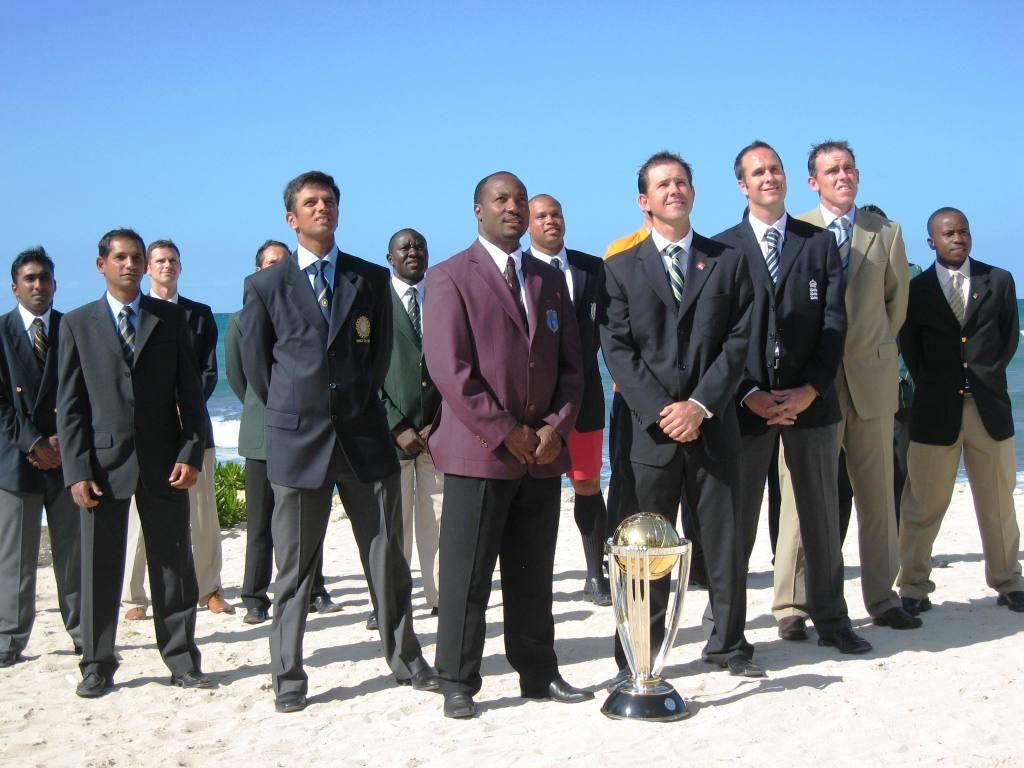
I capitani delle squadre con il trofeo della Coppa del Mondo 2007

Alla Coppa del Mondo 2011, tenutasi in Bangladesh, India e Sri Lanka, le Indie Occidentali riuscirono a qualificarsi per i quarti di finale grazie al loro migliore tasso di successo netto rispetto al Bangladesh, ma vennero eliminate in modo significativo dal Pakistan.
Nel 2012, durante l'ICC World Twenty20 in Sri Lanka, le Indie Occidentali ottennero una vittoria memorabile sconfiggendo l'Australia in semifinale e, successivamente, trionfando sui padroni di casa per 32 punti. Questo successo le portò a vincere la loro terza Coppa del Mondo ICC e la prima dal trionfo di Richards, Holding e Lloyd nel 1979.
Nel 2016, durante l'ICC World Twenty20, le Indie Occidentali batterono l'India nella semifinale dopo un inseguimento di successo, guadagnandosi una calorosa accoglienza sia da parte dei tifosi locali che da quelli in viaggio. In finale, contro l'Inghilterra, vinsero con quattro wicket, grazie a una performance straordinaria di Carlos Brathwaite, che colpì quattro confini consecutivi sulle palle di Ben Stokes, portando la squadra a raggiungere l'obiettivo di 19 punti nell'ultimo over. Nonostante il loro ottavo posto nella classifica Test e il nono posto nella classifica ODI, le Indie Occidentali si trovarono al primo posto nella classifica T20I, un risultato che arrivò dopo un'incredibile serie di vittorie, compreso il successo contro l'India.
Alla Coppa del Mondo 2015, le Indie Occidentali si qualificarono per i quarti di finale, superando l'Irlanda grazie a un migliore run rate, ma vennero eliminate in modo significativo dalla Nuova Zelanda.
Nel 2016, durante l'ICC World Twenty20 in India, le Indie Occidentali conquistarono il loro secondo titolo T20I, diventando la prima squadra a vincere due Coppe del Mondo T20. Inoltre, le Indie Occidentali divennero la prima nazione di cricket a vincere sia la Coppa del Mondo T20 maschile che quella femminile nello stesso giorno, con la squadra femminile che sconfisse l'Australia, campione in carica, conquistando il loro primo titolo ICC.
Nella Coppa del Mondo 2019, le Indie Occidentali ottennero solo due vittorie (contro Pakistan e Afghanistan), piazzandosi penultimi in classifica, davanti solo all'Afghanistan. Nel 2021, durante la Coppa del Mondo T20 in Oman e negli Emirati Arabi Uniti, i campioni in carica delle Indie Occidentali disputarono un torneo deludente nel Super 12, vincendo solo contro il Bangladesh e perdendo contro Inghilterra, Sud Africa, Sri Lanka e Australia, venendo così eliminati dal torneo.
Alla Coppa del Mondo T20 del 2022 in Australia, le Indie Occidentali dovettero iniziare nel turno preliminare, dove subirono una storica sconfitta contro la Scozia nella loro prima partita. Successivamente, batterono lo Zimbabwe, ma non riuscirono a superare il turno preliminare a causa di un'altra sconfitta contro l'Irlanda, segnando la loro performance più debole in questo torneo.
Nel 2023, durante le qualificazioni per la Coppa del Mondo di Cricket, la Scozia ottenne la sua prima vittoria contro le Indie Occidentali, segnando un altro capitolo negativo per i due volte campioni del mondo, che non riuscirono a qualificarsi per la Coppa del Mondo per la prima volta nella loro storia.
Nel 2024, durante la Coppa del Mondo T20, organizzata insieme agli Stati Uniti, le Indie Occidentali raggiunsero il Super 8 dopo aver vinto quattro partite nel turno preliminare. Tuttavia, furono eliminate dopo sconfitte contro Inghilterra e Sud Africa, nonostante una vittoria sugli Stati Uniti.
Nel maggio del 2025, la nazionale delle indie occidentali ha tenuto un tour in Inghilterra, perdendo per 3-0 sia la serie ODI che la serie T20I.

## Bandiera e inno

Bandiera delle Indie Occidentali fino al 1999

La maggior parte delle nazioni di cricket utilizza le proprie bandiere nazionali per rappresentare la squadra, ma, poiché le Indie Occidentali comprendono diversi stati indipendenti e territori dipendenti, non esiste una bandiera nazionale univoca. Di conseguenza, il WICB (West Indies Cricket Board) ha sviluppato un'insegna che raffigura una palma e dei ceppi di cricket su un'isola soleggiata. L'insegna, su uno sfondo marrone, costituisce la bandiera ufficiale delle Indie Occidentali. In alcuni casi, lo sfondo presenta una striscia bianca sopra una striscia verde, separata da una striscia marrone che attraversa orizzontalmente il centro della bandiera.
Prima del 1999, il WICB(C) aveva utilizzato un'insegna simile, raffigurante una palma da cavolo e un'isola, ma senza i ceppi di cricket, e con la costellazione di Orione al posto del sole. L'emblema fu progettato nel 1923 da Sir Algernon Aspinall, all'epoca segretario del Comitato delle Indie Occidentali. Nello stesso periodo, negli anni '20, il motto proposto per la squadra delle Indie Occidentali era "Nec curat Orion leones", un'espressione derivante da una citazione di Orazio, che significava che Orione, come simbolo della squadra delle Indie Occidentali, non si preoccupa dei leoni (riferendosi alla squadra di cricket inglese).
Per i tornei organizzati dalla ICC, viene utilizzata una versione adattata della canzone Rally 'Round the West Indies di David Rudder come inno ufficiale della squadra.

## Albo d'oro

### ICC World Test Championship
| Anno      | Round  | Pos.   | GP | W | L  | D | T |
| --------- | ------ | ------ | -- | - | -- | - | - |
| 2019-2021 | Gironi | 8/9    | 13 | 3 | 8  | 2 | 0 |
| 2021-2023 | Gironi | 8/9    | 13 | 4 | 7  | 2 | 0 |
| 2023-2025 | Gironi | 8/9    | 10 | 2 | 6  | 2 | 0 |
| 2025-2027 | TBD    | TBD    | 3  | 0 | 3  | 0 | 0 |
| Totale    | Totale | Totale | 39 | 9 | 24 | 6 | 0 |

### Coppa del Mondo di cricket
| 1975   | Campioni         | 1/8             | 5               | 5               | 0               | 0               | 0               |                 |                 |
| 1979   | Campioni         | 1/8             | 5               | 4               | 0               | 0               | 1               |                 |                 |
| 1983   | Finalista        | 2/8             | 8               | 6               | 2               | 0               | 0               |                 |                 |
| 1987   | Round 1          | 5/8             | 6               | 3               | 3               | 0               | 0               |                 |                 |
| 1992   | Round 1          | 6/9             | 8               | 4               | 4               | 0               | 0               |                 |                 |
| 1996   | Semifinale       | 4/12            | 7               | 3               | 4               | 0               | 0               |                 |                 |
| 1999   | Round 1          | 7/12            | 5               | 3               | 2               | 0               | 0               |                 |                 |
| 2003   | Round 1          | 7/14            | 6               | 3               | 2               | 0               | 1               |                 |                 |
| 2007   | Super 8          | 6/16            | 10              | 5               | 5               | 0               | 0               |                 |                 |
| 2011   | Quarti di finale | 8/14            | 7               | 3               | 4               | 0               | 0               |                 |                 |
| 2015   | Quarti di finale | 8/14            | 7               | 3               | 4               | 0               | 0               |                 |                 |
| 2019   | Gironi           | 9/10            | 9               | 2               | 6               | 0               | 1               |                 |                 |
| 2023   | Non qualificata  | Non qualificata | Non qualificata | Non qualificata | Non qualificata | Non qualificata | Non qualificata | Non qualificata | Non qualificata |
| Totale | Totale           | Totale          | 80              | 43              | 35              | 0               | 2               |                 |                 |

### Coppa del Mondo T20 maschile di cricket
| Anno   | Round      | Pos.   | GP | W  | L  | T | NR |
| ------ | ---------- | ------ | -- | -- | -- | - | -- |
| 2007   | Gironi     | 11/12  | 2  | 0  | 2  | 0 | 0  |
| 2009   | Semifinale | 4/12   | 6  | 3  | 3  | 0 | 0  |
| 2010   | Super 8    | 6/12   | 5  | 3  | 2  | 0 | 0  |
| 2012   | Campioni   | 1/12   | 7  | 3  | 2  | 1 | 1  |
| 2014   | Semifinali | 3/16   | 5  | 3  | 2  | 0 | 0  |
| 2016   | Campioni   | 1/16   | 6  | 5  | 1  | 0 | 0  |
| 2021   | Super 12   | 9/16   | 5  | 1  | 4  | 0 | 0  |
| 2022   | Gironi     | 15/16  | 3  | 1  | 2  | 0 | 0  |
| 2024   | Super 8    | 5/20   | 7  | 5  | 2  | 0 | 0  |
| Totale | Totale     | Totale | 46 | 24 | 20 | 1 | 1  |

### ICC Champions Trophy
| Anno   | Round           | Pos.            | GP              | W               | L               | T               | NR              |
| ------ | --------------- | --------------- | --------------- | --------------- | --------------- | --------------- | --------------- |
| 1998   | Finalista       | 2/9             | 3               | 2               | 1               | 0               | 0               |
| 2000   | Round 1         | 11/11           | 1               | 0               | 1               | 0               | 0               |
| 2002   | Round 1         | 7/12            | 2               | 1               | 1               | 0               | 0               |
| 2004   | Campioni        | 1/12            | 4               | 4               | 0               | 0               | 0               |
| 2006   | Finalista       | 2/10            | 8               | 5               | 3               | 0               | 0               |
| 2009   | Round 1         | 8/8             | 3               | 0               | 3               | 0               | 0               |
| 2013   | Round 1         | 6/8             | 3               | 1               | 1               | 1               | 0               |
| 2017   | Non qualificata | Non qualificata | Non qualificata | Non qualificata | Non qualificata | Non qualificata | Non qualificata |
| 2025   | Non qualificata | Non qualificata | Non qualificata | Non qualificata | Non qualificata | Non qualificata | Non qualificata |
| Totale | Totale          | Totale          | 24              | 13              | 10              | 1               | 0               |

## Statistiche
Partite internazionali – Indie Occidentali
Aggiornato al 26 luglio 2025.
| Record                  |     |     |     |    |      |
| Format                  | M   | W   | L   | T  | D/NR |
| Test matches            | 587 | 185 | 219 | 1  | 183  |
| One-Day Internationals  | 887 | 427 | 420 | 10 | 31   |
| Twenty20 Internationals | 223 | 96  | 116 | 0  | 11   |

### Test match
Aggiornato al 15 luglio 2025 
| Nazionale       | P   | W   | L   | T | D   |
| --------------- | --- | --- | --- | - | --- |
| vs Full Members |     |     |     |   |     |
| Afghanistan     | 1   | 1   | 0   | 0 | 0   |
| Australia       | 123 | 34  | 63  | 1 | 25  |
| Bangladesh      | 22  | 15  | 5   | 0 | 2   |
| India           | 100 | 30  | 23  | 0 | 47  |
| Inghilterra     | 166 | 59  | 54  | 0 | 53  |
| Nuova Zelanda   | 49  | 13  | 17  | 0 | 19  |
| Pakistan        | 56  | 19  | 22  | 0 | 15  |
| Sri Lanka       | 24  | 11  | 4   | 0 | 9   |
| Sudafrica       | 33  | 3   | 23  | 0 | 8   |
| Zimbabwe        | 12  | 8   | 0   | 0 | 4   |
| Totale          | 587 | 185 | 219 | 1 | 182 |

### ODI
Aggiornato al 4 giugno 2025 
| Nazionale            | P   | W   | L   | T  | NR |
| -------------------- | --- | --- | --- | -- | -- |
| vs Full Members      |     |     |     |    |    |
| Afghanistan          | 9   | 5   | 3   | 0  | 1  |
| Australia            | 146 | 61  | 79  | 3  | 3  |
| Bangladesh           | 47  | 24  | 21  | 0  | 2  |
| India                | 142 | 64  | 72  | 2  | 4  |
| Inghilterra          | 111 | 48  | 57  | 0  | 6  |
| Irlanda              | 17  | 12  | 4   | 0  | 2  |
| Nuova Zelanda        | 68  | 31  | 30  | 0  | 7  |
| Pakistan             | 137 | 71  | 63  | 3  | 0  |
| Sri Lanka            | 67  | 32  | 32  | 0  | 3  |
| Sudafrica            | 64  | 16  | 45  | 1  | 2  |
| Zimbabwe             | 49  | 36  | 11  | 1  | 1  |
| vs Associate Members |     |     |     |    |    |
| Bermuda              | 1   | 1   | 0   | 0  | 0  |
| Canada               | 4   | 4   | 0   | 0  | 0  |
| Emirati Arabi Uniti  | 3   | 3   | 0   | 0  | 0  |
| Kenya                | 6   | 5   | 1   | 0  | 0  |
| Nepal                | 1   | 1   | 0   | 0  | 0  |
| Oman                 | 1   | 1   | 0   | 0  | 0  |
| Paesi Bassi          | 6   | 5   | 1   | 0  | 0  |
| Papua Nuova Guinea   | 1   | 1   | 0   | 0  | 0  |
| Scozia               | 4   | 3   | 1   | 0  | 0  |
| Stati Uniti          | 1   | 1   | 0   | 0  | 0  |
| Totale               | 887 | 428 | 420 | 10 | 31 |

### T20
Aggiornato al 23 luglio 2025 
| Nazionale            | P   | W  | L   | T | NR |
| -------------------- | --- | -- | --- | - | -- |
| vs Full Members      |     |    |     |   |    |
| Afghanistan          | 8   | 5  | 3   | 0 | 0  |
| Australia            | 25  | 11 | 14  | 0 | 0  |
| Bangladesh           | 19  | 9  | 8   | 0 | 2  |
| India                | 30  | 10 | 19  | 0 | 1  |
| Inghilterra          | 38  | 18 | 19  | 0 | 1  |
| Irlanda              | 9   | 4  | 3   | 0 | 2  |
| Nuova Zelanda        | 20  | 7  | 11  | 0 | 2  |
| Pakistan             | 21  | 3  | 15  | 0 | 3  |
| Sri Lanka            | 18  | 8  | 10  | 0 | 0  |
| Sudafrica            | 26  | 14 | 12  | 0 | 0  |
| Zimbabwe             | 4   | 3  | 1   | 0 | 0  |
| vs Associate Members |     |    |     |   |    |
| Papua Nuova Guinea   | 1   | 1  | 0   | 0 | 0  |
| Scozia               | 1   | 0  | 1   | 0 | 0  |
| Stati Uniti          | 1   | 1  | 0   | 0 | 0  |
| Uganda               | 1   | 1  | 0   | 0 | 0  |
| vs Squadre Speciali  |     |    |     |   |    |
| World XI             | 1   | 1  | 0   | 0 | 0  |
| Totale               | 223 | 96 | 116 | 0 | 11 |